# سنبولة
السُّنبولة هو جنس من رخويات بطنيات القدم في فصيلة السنبوليات.